# Codex Marianus

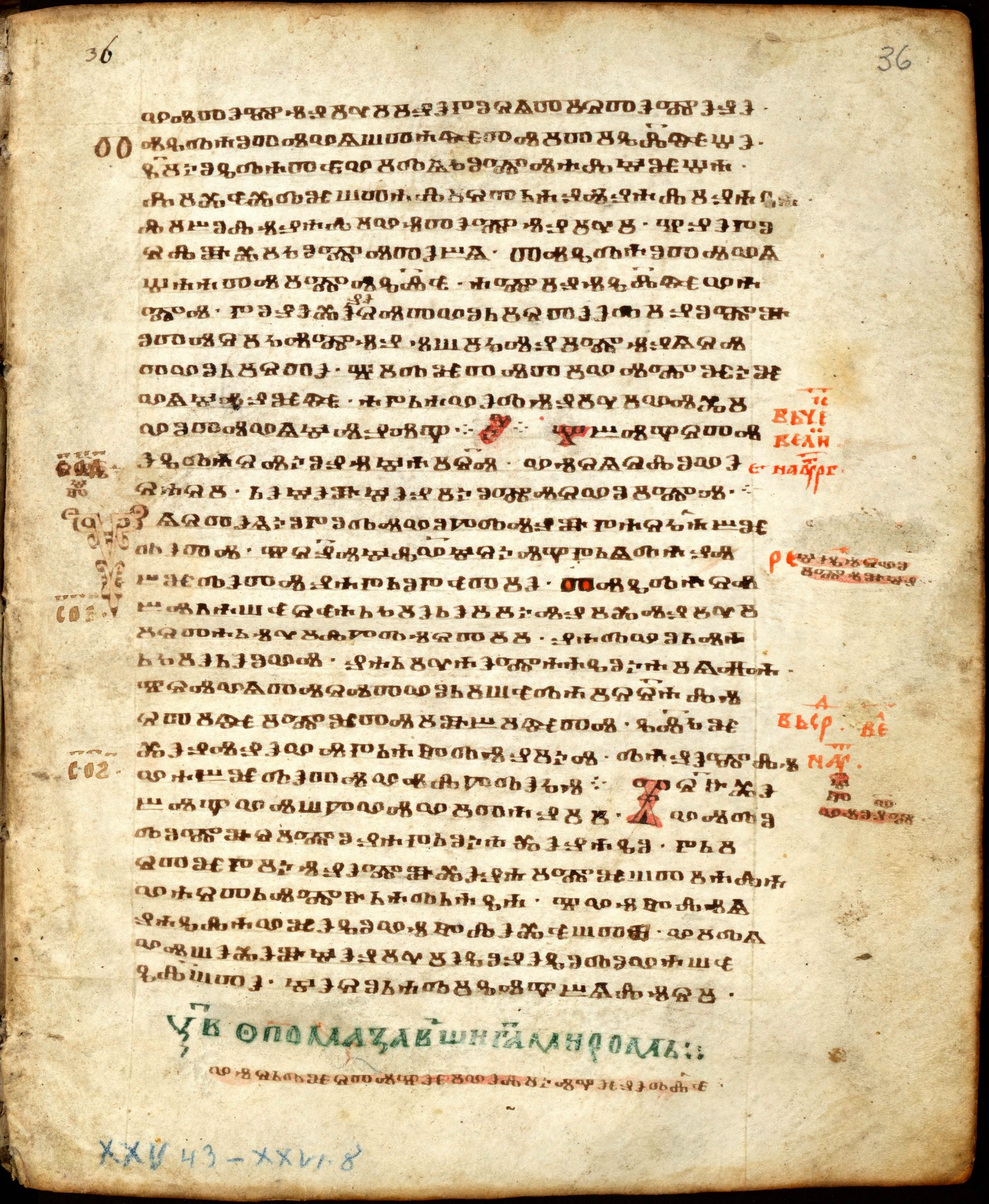
Codex Marianus, fol. 36r

Der Codex Marianus ist eine illustrierte Handschrift in altbulgarischer Sprache in glagolitischer Schrift wahrscheinlich aus dem frühen 11. Jahrhundert. Sie enthält den unvollständigen Text der vier Evangelien des Neuen Testaments von Mt 5,23 bis Joh 21,7. Es sind 174 Pergamentblätter erhalten, mit farbigen Miniaturdarstellungen der Evangelisten Markus, Lukas und Johannes. Blatt 134 wurde im 14. Jahrhundert in kyrillischer Schrift ersetzt.
Die Schrift gleicht dem Codex Zographensis und dem Codex Assemanius, daher wird eine Entstehung im mittelalterlichen Bulgarien (Schule von Ohrid) vermutet. Einige sprachliche Besonderheiten zeigen altserbische Einflüsse.
172 Blätter wurden 1844/45 vom russischen Slawisten Wiktor Iwanowitsch Grigorowitsch im Marienkloster auf dem Athos gefunden. Sie befinden sich heute in der Russischen Staatsbibliothek in Moskau, Signatur Григ. 6 / Муз. 1689. 
Zwei Blätter waren vorher vom kroatischen Diplomaten Antun Mihanović gefunden worden. Diese befinden sich heute in der Österreichischen Nationalbibliothek in Wien, Signatur Cod. Slav. 146.

## Ausgaben
- Vatroslav Jagić, Quattuor Evangeliorum versionis palaeoslovenicae Codex Marianus Glagoliticus, Berlin: Weidmann 1883, Reprint: Graz: Akademischer Druck, 1960